# ROKS
I ROKS-2 e ROKS-3 sono dei lanciafiamme usati dall'URSS nella seconda guerra mondiale.
Il ROKS-2 è stato progettato per non attirare l'attenzione; il serbatoio del carburante è stato infatti progettato per essere facile da nascondere all'interno di uno zaino, e il tubo del carburante progettato per assomigliare ad un fucile. Il ROKS-3 ha un design semplificato e ha un serbatoio cilindrico normale. La designazione finlandese dei ROKS-2 catturati era liekinheitin M/41-r. Sono stati utilizzati ROKS-2, tra l'altro, durante i combattimenti a distanza ravvicinata durante i primi giorni della battaglia di Kursk nel 1943.